# アスキアの墓
アスキアの墓は、マリ共和国ガオ州のガオにある15世紀末の遺跡で、ソンガイ帝国最盛期の皇帝アスキア・ムハンマドの墓地と考えられている。
西アフリカのサヘル地帯における伝統的な泥の建造物群の優れた例証として、2004年にユネスコの世界遺産に登録された。この遺跡には、ピラミッド状の墓、2つのモスク、墓地とその周辺が含まれている。ピラミッド状の墓は高さ17メートルで、この地方の植民地化以前の建造物群の中では最大を誇る。また、同時にこの地方に広がっていくこととなるイスラーム建築様式を採り入れた最初のものでもある。なお、本体にある木の足場はMaerua crassifoliaに由来する。
この一帯は20世紀以降にも手を加えられており、1960年代から1970年代半ばにモスクが拡張されたほか、1999年には一帯を取り囲む壁が建造された。また、建造物群は泥で出来ていることから、定期的に塗り直しが行われてきた。2000年代初めには天井の扇風機を回したり、照明・音響器具を使うために電気が引かれた。
「アスキア」の名は一般的にはモスクの名として、そして都市の共有物となっている文化的中心地の名として用いられている。この遺跡と周辺の緩衝地域は、国と地方の法令によって保護されている。
2012年の第36回世界遺産委員会において、マリ北部の地域紛争を理由として、トンブクトゥとともに、危機にさらされている世界遺産（危機遺産）リストに登録された。

## 登録基準
この世界遺産は世界遺産登録基準のうち、以下の条件を満たし、登録された（以下の基準は世界遺産センター公表の登録基準からの翻訳、引用である）。
- (2) ある期間を通じてまたはある文化圏において、建築、技術、記念碑的芸術、都市計画、景観デザインの発展に関し、人類の価値の重要な交流を示すもの。
- (3) 現存するまたは消滅した文化的伝統または文明の、唯一のまたは少なくとも稀な証拠。
- (4) 人類の歴史上重要な時代を例証する建築様式、建築物群、技術の集積または景観の優れた例。